# Alocodesmus serenus
Alocodesmus serenus är en mångfotingart som beskrevs av Filippo Silvestri 1898. Alocodesmus serenus ingår i släktet Alocodesmus och familjen Chelodesmidae. Inga underarter finns listade i Catalogue of Life.